# Estació de trens de Luxemburg
L'Estació de trens de Luxemburg (en luxemburguès: Gare Lëtzebuerg: en francès: Gare de Luxembourg; en alemany: Bahnhof Luxemburg) és la principal estació ferroviària que serveix a la ciutat de Luxemburg, al sud de Luxemburg. Està operada per la companyia estatal ferroviària de Chemins de Fer Luxembourgeois.
És el centre de la xarxa ferroviària nacional de Luxemburg, que serveix com a punt d'escala a totes, menys una, de les línies ferroviàries de Luxemburg -amb l'excepció de la línia 80, que solament s'atura en una estació a Luxemburg-. També funciona com a centre ferroviari internacional del país, amb serveis a tots els països de l'entorn: Bèlgica, França i Alemanya. Des de juny de 2007, la LGV Est europeu s'ha connectat a l'estació a la xarxa francesa TGV.
L'estació es troba a 2 quilòmetres (1,2 milles) al sud del centre de la ciutat (Ville Haute), al sud del riu Pétrusse. L'estació dona nom a Gare, un dels barris de la ciutat de Luxemburg.

## Treballs de modernització
Des de l'any 2006, sota els auspicis del Ministeri de Transports de Luxemburg, l'estació de Luxemburg ha estat sotmesa a importants obres de renovació que, abans de 2009, ja havia donat lloc a nous de llocs de venda i instal·lacions a la terminal principal, l'ampliació de les andanes, nous ascensors i un nou passatge subterrani. Inclourà també la renovació de la instal·lació elèctrica aèria, instal·lació de dues escales mecàniques per a andanes, un nou porxo d'entrada i un pati davanter reconstruït, durant els anys 2011-2012 es va realitzar la construcció d'un saló de passatgers en vidre i un aparcament de quatre plantes.

## Serveis de tren
L'estació té els següents serveis: 
- Serveis d'alta velocitat (TGV) París - Metz - Thionville - Luxemburg
- Serveis EuroCity Brussel·les - Namur - Luxemburg - Estrasburg - Mulhouse - Basilea
- Serveis interurbans de Luxemburg - Arlon - Namur - Brussel·les
- Serveis interregionals Luxemburg - Ettelbruck - Kautenbach - Troisvierges - Gouvy - Lieja - Liers
- Servei de llit nit Luxemburg - Avinyó - Marsella - Canes - Niça
- Servei de llit nit Luxemburg - Nimes - Montpeller - Perpinyà - Portbou
- Serveis regionals de Luxemburg - Ettelbruck - Diekirch
- Serveis regionals de Luxemburg - Wasserbillig - Trèveris - Coblença
- Serveis regionals de Luxemburg - Bettembourg - Esch - Pétange - Rodange
- Serveis regionals Luxemburg - Bettembourg - Dudelange - Volmerange-les-Mines
- Serveis regionals (TER Lorena) Luxemburg - Thionville - Metz - Nancy
- Serveis locals de Luxemburg - Ettelbruck - Kautenbach - Wiltz
- Serveis locals de Luxemburg - Ettelbruck
- Serveis locals de Luxemburg - Wasserbillig
- Serveis locals de Luxemburg - Kleinbettingen
- Serveis locals de Luxemburg - Bettembourg - Esch - Belval - Pétange - Rodange
- Serveis locals de Luxemburg - Pétange - Rodange - Athus - Longwy

## Serveis internacionals
| Direcció precedent | Parada precedent | Trens | Trens     | Trens | Parada següent   | Direcció següent                |
| ------------------ | ---------------- | ----- | --------- | ----- | ---------------- | ------------------------------- |
| Brussel·les Sud    | Arlon            |       | NMBS/SNCB |       | Fi de recorregut | Fi de recorregut                |
| Liers / Lieja      | Mersch           |       | NMBS/SNCB |       | Fi de recorregut | Fi de recorregut                |
| Brussel·les Sud    | Arlon            |       | EC        |       | Thionville       | Coira                           |
| Brussel·les Sud    | Arlon            |       | EC        |       | Thionville       | Zúric                           |
| Brussel·les Sud    | Arlon            |       | EC        |       | Thionville       | Basilea                         |
| Fi de recorregut   | Fi de recorregut |       | TER       |       | Bettembourg      | Nancy                           |
| Fi de recorregut   | Fi de recorregut |       | TER       |       | Hollerich        | Longwy / Longuyon               |
| Fi de recorregut   | Fi de recorregut |       | TER       |       | Thionville       | Basilea                         |
| Fi de recorregut   | Fi de recorregut |       | TGV       |       | Thionville       | París                           |
| Fi de recorregut   | Fi de recorregut |       | Lunéa     |       | Thionville       | Niça                            |
| Fi de recorregut   | Fi de recorregut |       | Lunéa     |       | Thionville       | Portbou / Cervera de la Marenda |

## Serveis locals i regionals
| Direcció precedent | Trens | Trens                | Trens | Parada següent                             | Direcció següent                   |
| ------------------ | ----- | -------------------- | ----- | ------------------------------------------ | ---------------------------------- |
| Fi de recorregut   |       | IC CFL línia 10 CFL  |       | Mersch                                     | Liers                              |
| Fi de recorregut   |       | RE CFL línia 10 CFL  |       | Dommeldange o Mersch                       | Troisvierges o Gouvy               |
| Fi de recorregut   |       | RB CFL línia 10 CFL  |       | Dommeldange                                | Diekirch                           |
| Fi de recorregut   |       | RE CFL línia 30 CFL  |       | Sandweiler-Contern                         | Trèves o Coblence                  |
| Fi de recorregut   |       | RB CFL línia 30 CFL  |       | Cents-Hamm                                 | Wasserbillig                       |
| Fi de recorregut   |       | IC CFL línia 5 CFL   |       | Arlon                                      | Fi de recorregut o Brussel·les-Sud |
| Fi de recorregut   |       | RE CFL línia 5 CFL   |       | Bertrange-Strassen                         | Arlon o Marbehan                   |
| Fi de recorregut   |       | RB CFL línia 5 CFL   |       | Bertrange-Strassen                         | Kleinbettingen o Arlon             |
| Fi de recorregut   |       | RE CFL línia 60 CFL  |       | Berchem                                    | Rodange                            |
| Fi de recorregut   |       | RE CFL línia 60b CFL |       | Bettembourg                                | Volmerange-les-Mines               |
| Fi de recorregut   |       | RE CFL línia 60b CFL |       | Bettembourg                                | Rumelange                          |
| Fi de recorregut   |       | RB CFL línia 60 CFL  |       | Berchem                                    | Rodange                            |
| Fi de recorregut   |       | RB CFL línia 60 CFL  |       | Berchem                                    | Athus                              |
| Fi de recorregut   |       | RE CFL línia 70 CFL  |       | Hollerich                                  | Rodange o Athus o Longwy           |
| Fi de recorregut   |       | RB CFL línia 70 CFL  |       | Hollerich                                  | Athus                              |
| Fi de recorregut   |       | TER CFL línia 90 CFL |       | Bettembourg o Hettange-Grande o Thionville | Metz-Ville o Nancy-Ville           |